# Torfaen
Torfaen är en kommun (principal area) med county borough-status i Wales. Den ligger inom det traditionella grevskapet Monmouthshire. Huvudort är Pontypool. Distriktet upprättades den 1 april 1974 genom att stadsdistrikten Blaenavon, Cwmbran och Pontypool slogs ihop med del av landsdistrikten Magor and St Mellons och Pontypool. År 1996 ombildades det till kommun.
Kommunen gränsar till kommunerna Newport, Monmouthshire, Blaenau Gwent och Caerphilly.

## Större orter i Torfaen
| Ort        | Invånare |
| ---------- | -------- |
| Abersychan | 7 500    |
| Blaenavon  | 6 000    |
| Cwmbran    | 47 000   |
| Pontypool  | 28 500   |

1. ↑  Baserat på "built up areas" i folkräkning 2011 [5], avrundat till närmaste 500.

## Administrativ indelning
Torfaen är indelat i 16 communities:
- Abersychan
- Blaenavon
- Croesyceiliog
- Cwmbran Central
- Fairwater
- Henllys
- Llantarnam
- Llanyrafon
- New Inn
- Panteg
- Pen Tranch
- Ponthir
- Pontnewydd
- Pontymoile
- Trevethin
- Upper Cwmbran

## Näringsliv
Bryggeriet Cwmbran Brewery ligger i Torfaen.